# Guindrecourt-sur-Blaise
Guindrecourt-sur-Blaise település Franciaországban, Haute-Marne megyében. Lakosainak száma 55 fő (2022. január 1.). Guindrecourt-sur-Blaise Ambonville, Bouzancourt, Daillancourt, Marbéville és Colombey les Deux Églises községekkel határos.

## Népesség
A település népességének változása:
| Lakosok száma | 67   | 40   | 32   | 42   | 45   | 49   | 59   | 62   | 64   | 55   |
|               | 1968 | 1982 | 1990 | 2006 | 2013 | 2015 | 2017 | 2019 | 2020 | 2022 |